# Endoceras
Endoceras Hall, 1847 è un  genere estinto di cefalopodi vissuto nell'Ordoviciano.
I suoi fossili sono stati trovati in Inghilterra.